# Almagor
Almagor (hebrejsky אַלְמָגוֹר, anglicky Almagor) je vesnice typu mošav v Izraeli, v Severním distriktu, v Oblastní radě Emek ha-Jarden.

## Geografie
Leží v nadmořské výšce 12 metrů pod mořskou hladinou v údolí řeky Jordán v Horní Galileji. Mošav je situován na svazích cca 2 kilometry severně od břehů Galilejského jezera, nedaleko vtoku Jordánu do jezera.
Vesnice se nachází cca 15 kilometrů severovýchodně od města Tiberias, cca 120 kilometrů severovýchodně od centra Tel Avivu a cca 58 kilometrů severovýchodně od centra Haify. Almagor obývají Židé, přičemž osídlení v tomto regionu je ryze židovské. Výjimkou je město Tuba-Zangarija cca 6 kilometrů severním směrem, které obývají izraelští Arabové, respektive Beduíni.
Almagor je na dopravní síť napojen pomocí lokální silnice číslo 8277, která jižně od vesnice ústí u břehu Galilejského jezera do dálnice číslo 87.

## Dějiny
Almagor byl založen v roce 1961. Původně se jednalo o polovojenské sídlo typu Nachal nazývané zpočátku též Giv'at Kal'a (גבעת קלע). V roce 1965 byl Almagor proměněn na ryze civilní sídlo. Šlo o první případ, kdy se osada typu Nachal neměnila na kolektivistický kibuc ale na mošav s volnější hospodářskou kooperací.
Šlo o první osadu v rámci zamýšleného bloku vesnic v regionu Korazim, jehož zřizování bylo spuštěno roku 1962. Podle regionálních plánů mělo řešené území pokrývat rozlohu cca 12 500 akrů (cca 50 kilometrů čtverečních), z toho 2000 akrů se mělo získat dodatečnou meliorací. Projektovalo se tu 5 nových zemědělských vesnic, z nichž jedna měla být rybářská. Projekt byl inspirován podobnými regionálními programy jako například vznik bloku osad Ta'anach nedaleko Afuly nebo výstavba v regionu Chevel Lachiš v 50. letech 20. století. V tomto případě ale nakonec realizace postupovala pomalu. Po Almagoru vznikly další vesnice až mnohem později (Amnun 1983, Korazim 1983 a Karkom 1986)
V době založení Almagoru se nová vesnice nacházela v demilitarizované zóně na dotyku izraelských a syrských pozic. Poblíž stávajícího mošavu se roku 1951 odehrála bitva u Tel Motilo, kterou připomíná památník. Izrael založil v této lokalitě vesnici Almagor, protože na celé syrsko-izraelské hranici právě toto místo nabízelo Izraelcům v případném konfliktu taktickou výhodu vzhledem k vyvýšené poloze. Bezpečnostní situace vesnice se zlepšila po Šestidenní válce v roce 1967, kdy Izrael dobyl na Sýrii sousední Golanské výšiny.
V polovině 80. let 20. století postihla mošav ekonomická krize. Obec měla vysoké dluhy, které způsobily zhoršení hospodářských a sociálních poměrů.
Ekonomika mošavu Almagor je založena na zemědělství (mango,liči) a turistice (ubytování). Mnozí obyvatelé dojíždějí za prací mimo obec.

## Demografie
Obyvatelstvo mošavu Almagor je sekulární. Podle údajů z roku 2014 tvořili naprostou většinu obyvatel v mošavu Almagor Židé (včetně statistické kategorie "ostatní", která zahrnuje nearabské obyvatele židovského původu ale bez formální příslušnosti k židovskému náboženství).
Jde o menší sídlo vesnického typu s rostoucí populací. K 31. prosinci 2014 zde žilo 335 lidí. Během roku 2014 populace klesla o 4,3 %.
| Rok            | 1972 | 1983 | 1995 | 2001 | 2003 | 2004 | 2005 | 2006 | 2007 | 2008 | 2009 | 2010 | 2011 | 2012 | 2013 | 2014 |
| -------------- | ---- | ---- | ---- | ---- | ---- | ---- | ---- | ---- | ---- | ---- | ---- | ---- | ---- | ---- | ---- | ---- |
| Počet obyvatel | 90   | 252  | 215  | 210  | 212  | 219  | 231  | 224  | 224  | 233  | 294  | 312  | 326  | 345  | 350  | 335  |